# Richard John Cuninghame

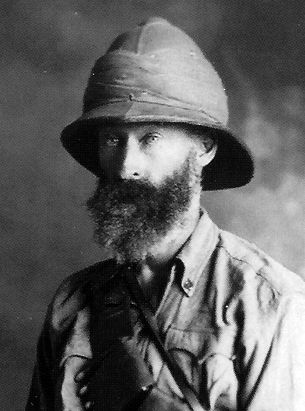
Richard John Cuninghame, vor 1915

Richard John Cuninghame MC FZS FRMetS (geboren am 4. Juli 1871 in Stewarton, Ayrshire, Schottland; gestorben am 23. Mai 1925 in Stranraer, Kirkcudbrightshire, Schottland) war ein schottischer Forschungsreisender, Großwildjäger, Sammler für naturkundliche Museen und Fotograf. Er war Führer zahlreicher Safaris, darunter der Smithsonian-Roosevelt African Expedition von 1909 bis 1910.

## Kindheit und Jugend

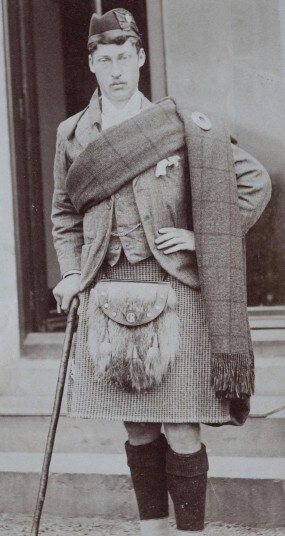
Richard John Cuninghame im Alter von 19 Jahren

Richard John Cuninghame wurde als Sohn des Offiziers John William Herbert Cuninghame geboren, der als Captain der 2nd Life Guards diente. Richard wuchs zunächst im Lainshaw House bei Stewarton auf und besuchte später das Bradfield College in Berkshire, nach anderen Angaben besuchte er das Eton College. Cuninghame trat am 28. Juli 1890 in das Magdalene College der University of Cambridge ein und studierte Biologie und Medizin, zunächst mit dem Ziel Arzt zu werden. Er erwarb jedoch keinen Studienabschluss.

## Forschungsreisender und Großwildjäger

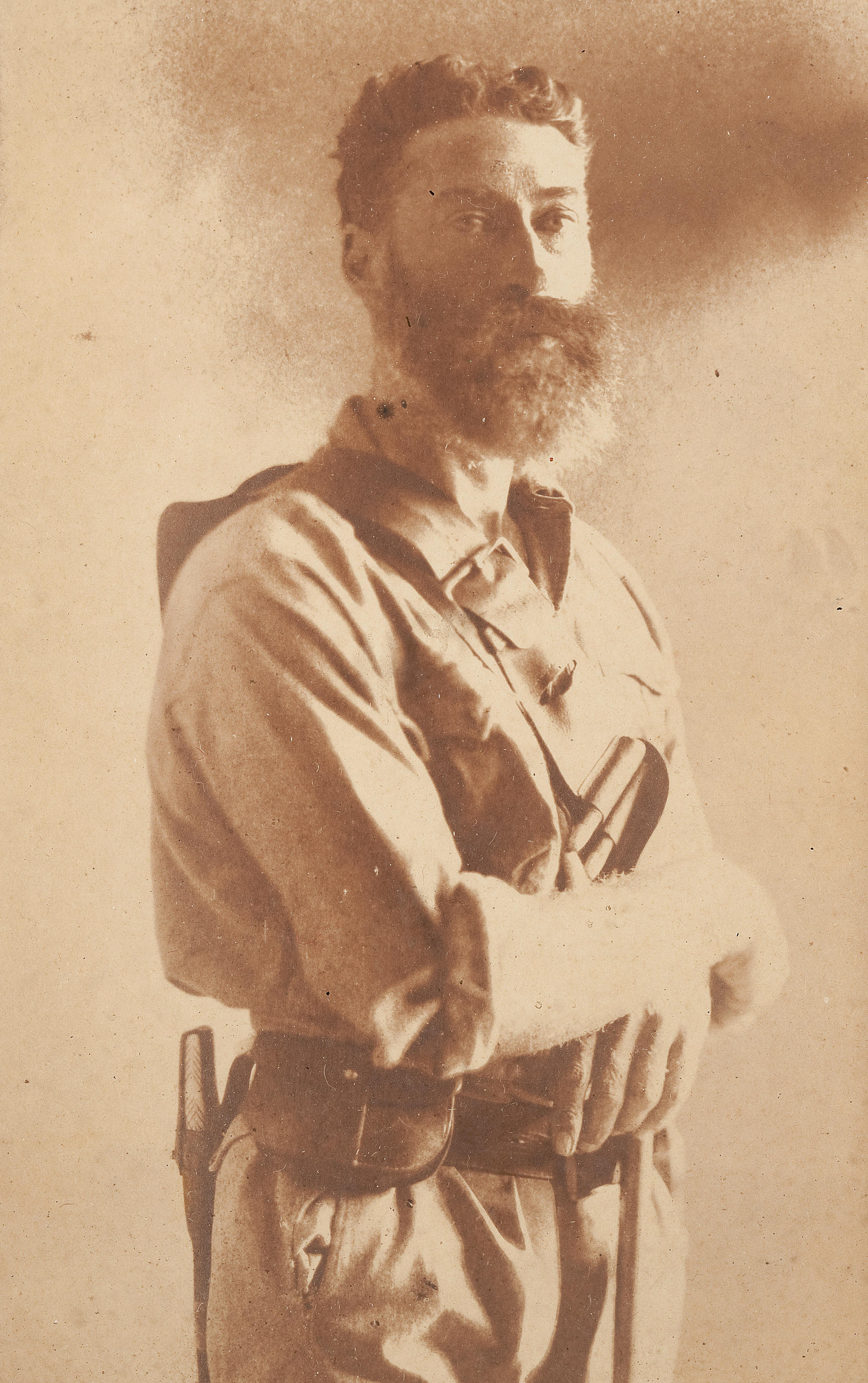
Richard John Cuninghame im Safarianzug

Nachdem Cuninghame sein Studium abgebrochen hatte begab er sich auf Reisen. In Lappland war er als Jäger und Naturforscher unterwegs, und später arbeitete er auf einem Walfänger im Arktischen Ozean. Anschließend ging er nach Südafrika und arbeitete zunächst für die Zeederberg Coach Company als Postreiter auf der Strecke von Kimberley nach Johannesburg. 1898 jagte Cuninghame Großwild. Dabei streifte er durch Portugiesisch-Ostafrika, das heutige Mosambik, Südafrika, Matabeleland (heute Zimbabwe), und die Kalahari. In den von ihm bereisten Gebieten beschaffte er Exemplare für das British Museum (Natural History) in London.
1899 kam Cuninghame nach Mombasa. Binnen weniger Jahre erwarb er sich einen guten Ruf als Großwildjäger, Taxidermist und Fotograf. Er arbeitete mit dem 1904 von Victor Newland und Leslie Tarlton gegründeten Safari-Ausrüster Newland, Tarlton & Co. zusammen, dem Marktführer in Britisch-Ostafrika. 1909 galt Cuninghame unter Trophäenjägern als der beste Elefantenjäger in ganz Afrika. Er führte als Berufsjäger und Reiseveranstalter Safaris für wohlhabende europäische Jagdtouristen und warb nicht nur damit, sondern auch mit seiner Tätigkeit als Fotograf und als Sammler und Taxidermist für europäische und amerikanische Museen. Dabei hob er hervor, dass er alle Arten von Säugetieren, Vögeln und Fischen sammelt. Er erfasse, wenn verlangt, die Maße und untersuche jeden Teil eines geschossenen oder gefangenen Tiers nach wissenschaftlichen Maßstäben, einschließlich eines möglichen Parasitenbefalls.

### Mit McDouall in Ostafrika

Cuninghame in Kairo, 1902

1901 bis 1902 führte Cuninghame mit seinem Freund Douglas McDouall eine Expedition von Mombasa durch Britisch-Ostafrika zum Viktoriasee, weiter durch Uganda zum Nil und den Fluss entlang nach Kairo durch. Das Ziel der sorgfältig vorbereiteten Expedition waren neben der Großwildjagd das Beschaffen zoologischer Sammlungsexemplare und geografische, geologische, klimatische und meteorologische Studien auf dem Weg vom Äquator nach Kairo. Die Expedition war zugleich Cuninghames erste Safari.
Am 11. Dezember 1901 gingen Cuninghame und McDouall in Mombasa von einem deutschen Dampfer an Land. Sie nutzten jede Möglichkeit rascher voranzukommen. So fuhren sie mit der Uganda Railway von Mombasa nach Kisumu am Nordostufer des Victoriasees und sparten so mehrere Wochen. Den Victoriasee befuhren sie mit Kanus, um eine lange Strecke ihres Wegs abzuschneiden. Anschließend ging es mit zahlreichen Trägern durch die Steppe Ugandas zum Nil. Die Expedition war von großen Entbehrungen geprägt, von denen Cuninghame später schrieb, sie seien „hunderte Meilen durch verseuchtes, wasserarmes Land ohne Wild marschiert“. Nach der Hälfte der Strecke, als endlich wildreiches Gebiet erreicht war, erkrankte Cuninghame und erblindete vorübergehend auf einem und dann auf beiden Augen.
Zu diesem Zeitpunkt mussten Cuninghame und McDouall eine Entscheidung über die Fortsetzung der Reise oder die Rückkehr treffen. Schließlich begaben sie sich zurück zum Nil. Mit einem Schaufelraddampfer fuhren sie stromaufwärts und nahmen dabei zahlreiche Messungen der Wassertiefe vor, um den Fluss zu kartieren. Cuninghame erlangte auf der Schiffsfahrt seine Sehkraft zurück und konnte sogar an einer Elefantenjagd teilnehmen. Schließlich fuhren sie auf dem Nil stromabwärts Richtung Kairo. Das letzte Stück des Weges fuhren sie mit einer Eisenbahn durch die Wüste. Trotz seiner Erkrankung konnte Cuninghame die während der Reise gesammelten Erfahrungen bei späteren Expeditionen nutzen. Zudem konnte er gute Kenntnisse des Swahili erwerben, die ihm ebenfalls später zugutekamen.

### Carl Akeley British East Africa Expedition

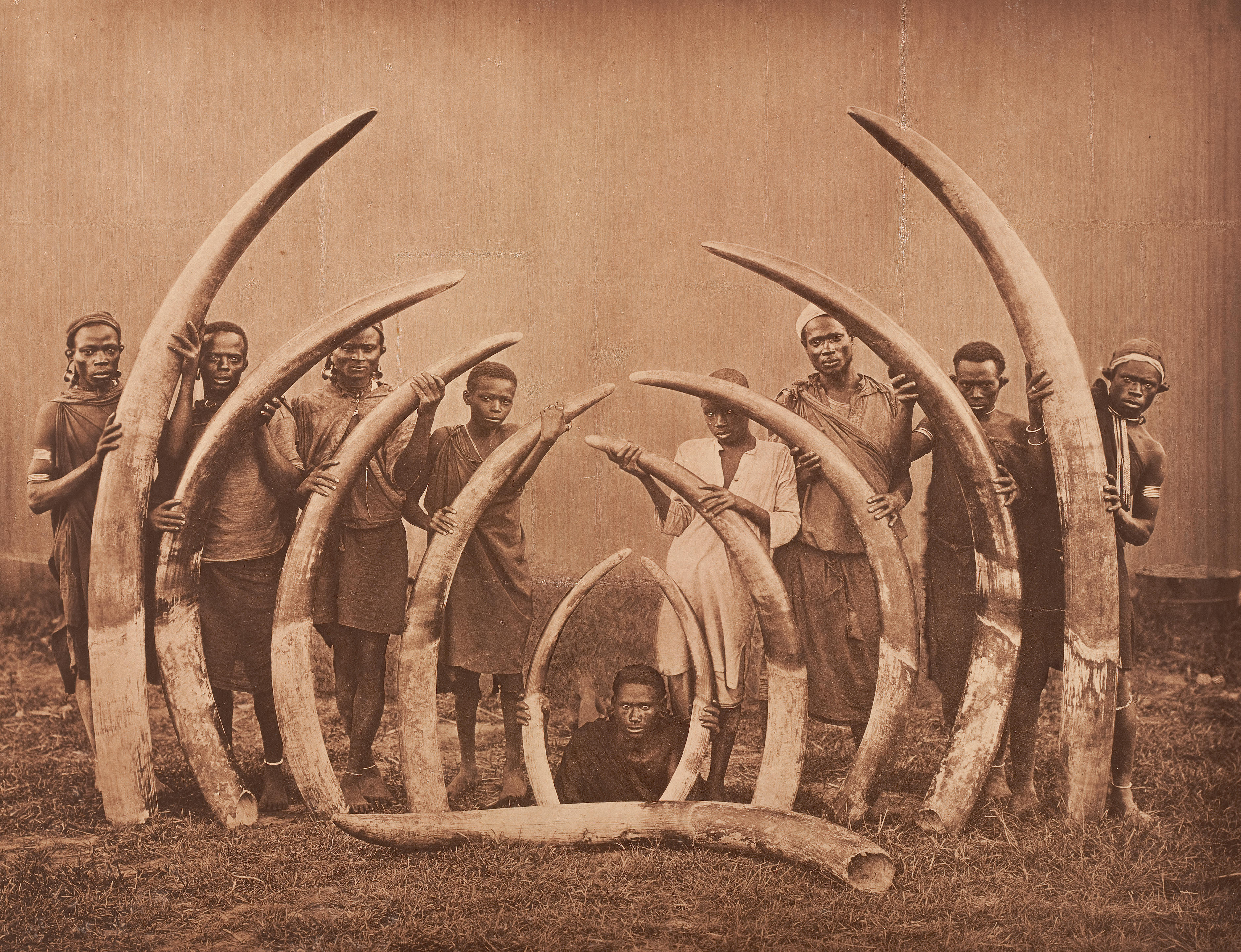
Stoßzähne von sechs Elefanten, die das Ehepaar Akeley in Britisch-Ostafrika geschossen hat, 1906

Um 1905 bewirtschaftete Cuninghame eine Farm von etwa 12 Quadratkilometern an der Grenze zu Rhodesien. Von 1905 bis 1906 fand die Carl Akeley British East Africa Expedition des Ehepaars Carl und Delia Akeley statt, bei der in Britisch-Ostafrika Sammlungsexemplare für das Field Museum of Natural History in Chicago beschafft werden sollten. Ein wichtiges Ziel war die Elefantenjagd in der Gegend des Mount-Kenya-Massivs. Den Akeleys wurde in Nairobi R. J. Cuninghame als der beste Elefantenjäger empfohlen, und 1906 kam es zur Zusammenarbeit. Cuninghame hatte zunächst eine Bezahlung für die Unterstützung einer wissenschaftlichen Expedition abgelehnt, lenkte aber später ein. Er begleitete die Akeleys zur Aberdare Range, wo Akeley seinen ersten Elefanten schießen konnte. Der Bulle mit nur einem Stoßzahn wurde später in einer Gruppe mit weiteren Elefanten im Field Museum ausgestellt.

### Roosevelt-Smithsonian African Expedition

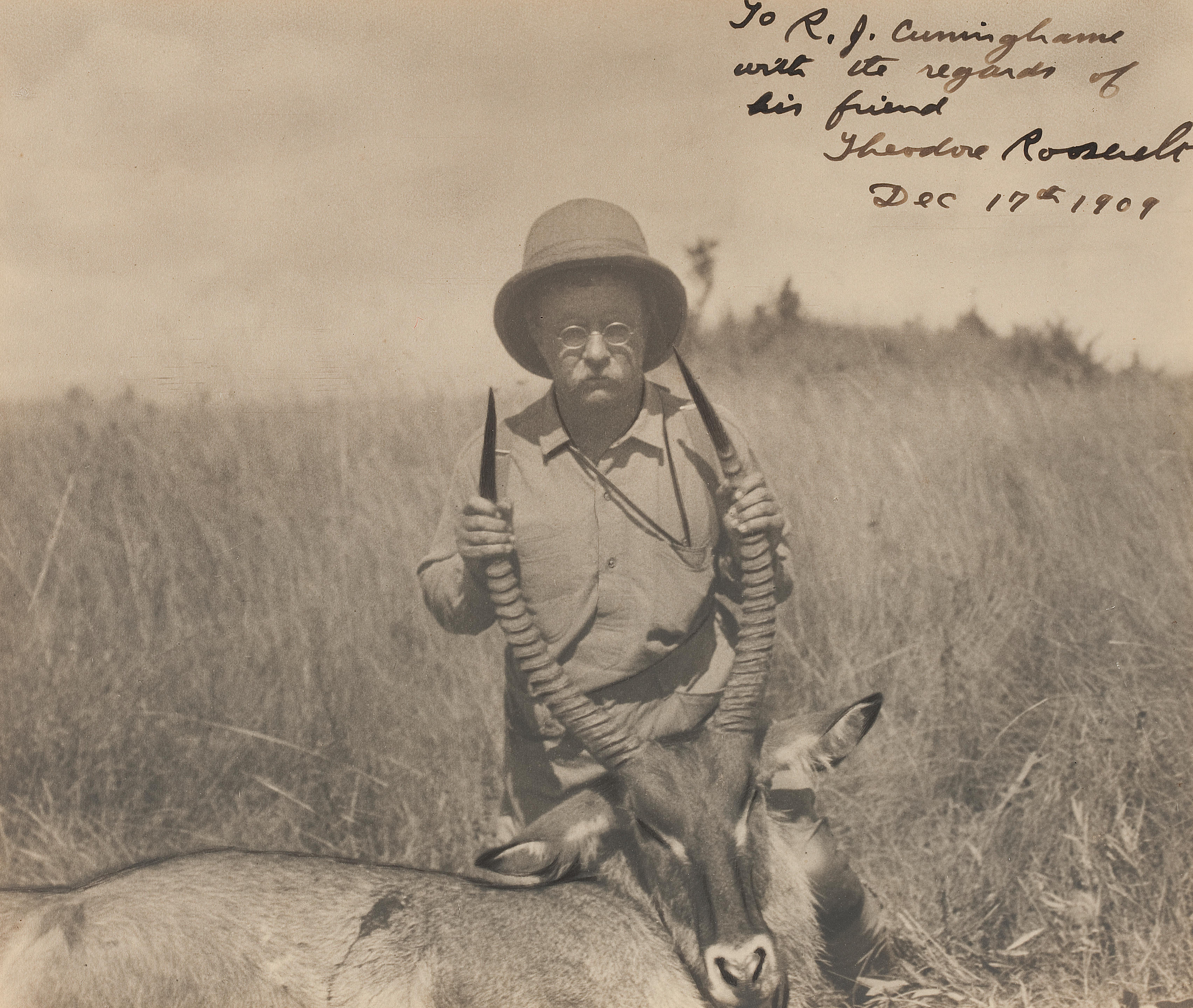
Roosevelt mit einem erlegten Wasserbock. Widmung: To R. J. Cuninghame with the regards of his friend Theodore Roosevelt Dec 17th 1909.

Cuninghames bedeutendste Expedition war die Smithsonian-Roosevelt African Expedition vom April 1909 bis März 1910, bei der er als Führer diente. Theodore Roosevelt war der Leiter der Expedition und ein Jäger mit jahrzehntelanger Erfahrung. Er weigerte sich zunächst mit Nachdruck, für die Expedition einen weißen Jäger zu verpflichten. Das war zum Teil in der Sorge begründet, ein weißer Führer könne seine Autorität als Leiter der Expedition in Frage stellen. Zudem waren ihm Berichte zu Ohren gekommen, dass auf Safaris bisweilen das Wild von dem weißen Führer und nicht von den Gästen geschossen wurde. Roosevelt meinte, er sei allenfalls halb zufrieden, wenn in dem von ihm geschossenen Wild andere Kugeln als seine eigenen steckten. Er werde nicht als Schwindler in diese Unternehmung gehen. Erst nach längerem Drängen von Frederick Selous gab er nach und übertrug die Organisation vor Ort dem führenden Safari-Ausrüster in Afrika, Newland, Tarlton & Co. in Nairobi. Der Führer der Expedition wurde Cuninghame, der Roosevelt als der beste Elefantenjäger in Afrika empfohlen wurde. Cuninghame konnte Roosevelt davon überzeugen, einen zweiten weißen Jäger als seinen „Adjutanten“ zu verpflichten, da niemand eine einjährige Expedition mit 250 Männern alleine leiten könne. In Ostafrika wurde die Expedition daher von Tarlton begleitet. Kermit Roosevelt gab später an, dass Cuninghames Leistungen als Schütze denen seines Vaters gleichgekommen seien. Beide seien aber von Tarlton übertroffen worden.
Die Route führte von Mombasa in Britisch-Ostafrika nach Belgisch-Kongo, dann zum Nil und den Fluss entlang nach Khartum. Während der Reise wurden mehr als 11.000 Tiere geschossen oder gefangen, Theodore Roosevelt und sein Sohn Kermit schossen alleine 512 Stück Großwild. Die Organisation vor Ort, namentlich die Auswahl der fast 200 Träger sowie der Askari und der Bediensteten für Waffen, Pferde und Zelte oblag Cuninghame. Bei mindestens einer Gelegenheit, einem Angriff eines Flusspferds, soll Cuninghame Roosevelt das Leben gerettet haben. Die beiden Männer wurden während der Expedition gute Freunde. In seinem Reisebericht African Game Trails beschrieb Roosevelt Cuninghame später als schlank, drahtig, bärtig, genau der Typ Jäger und Safari-Manager, den man sich für eine Expedition wie die unsere wünscht. Cuninghame erwies sich auch als Naturforscher und ausgezeichneter Sammler. Die große Ausbeute brachte es mit sich, dass er wiederholt den für die Taxidermie zuständigen Edmund Heller unterstützen musste. Auch unter den einheimischen Teilnehmern der Expedition war Cuninghame sehr angesehen und wurde als der bärtige Herr (Bearded Master) bezeichnet, während Heller der Skin Master war. Für J. Alden Loring, dessen Beschäftigung mit Kleinsäugern als ein Zeichen der Feigheit gedeutet wurde, hatten die Träger hingegen nur Verachtung und Spott übrig, sie nannten ihn den Mouse Master.
Die Smithsonian-Roosevelt African Expedition löste einen Safari-Boom und eine große Nachfrage nach Führern aus. Noch bevor die Expedition Roosevelts zu Ende war verpflichtete der britische Königshof Cuninghame als Führer für eine Safari des Prince of Wales. Die Pläne wurden abgesagt, als Eduard VII. am 6. Mai 1910 starb und Georg V. zum neuen König proklamiert wurde.

### Kleinere Safaris und weitere Tätigkeiten

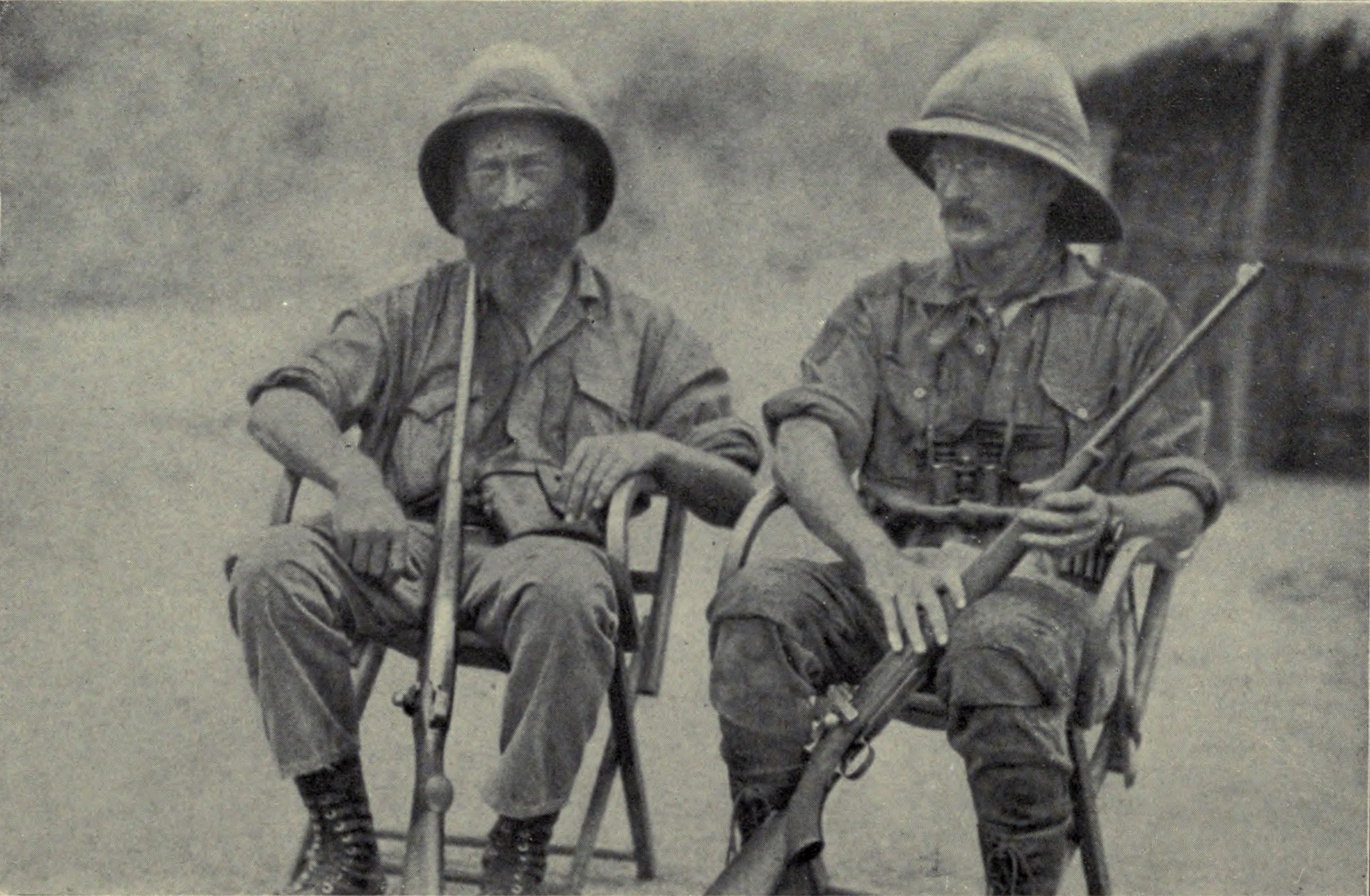
R. J. Cuninghame und Stewart Edward White am Victoriasee, 6. Oktober 1910

Cuninghame organisierte während seiner Jahre in Britisch-Ostafrika eine Vielzahl von Safaris:
- November 1907 bis April 1908 Safari Percy Madeiras.[2]
- 1910 die schwedische Ostafrika-Expedition. Auf der Fahrt über das Rote Meer nach Mombasa begegnete er erstmals dem US-amerikanischen Schriftsteller Stewart Edward White, einem Freund Theodore Roosevelts, und seiner Ehefrau Betty.[5]

- Juli 1910 bis 1911 Safari des Schriftstellerpaars Stewart Edward und Betty White, mit nur vierzig Mann. In Whites Reisebericht The Rediscovered Land nennt er Cuninghame ungewöhnlich häufig. Der Bericht bietet einen guten Einblick in den Ablauf der Safari und die umfangreichen Aufgaben eines Führers. 1913 kam das Ehepaar erneut nach Ostafrika und wurde wieder von Cuninghame geführt.[16][17]

- 1911 bis 1912 erste von zwei Safaris für den Werftbesitzer Robert Lyons Scott. Scott besaß bedeutende Sammlungen von zoologischen Präparaten, Waffen und Rüstungen.[5]

- Januar bis März 1914 Safari des Prinzen Wilhelm von Schweden. Wilhelm bereiste das südliche Afrika von November 1913 bis April 1914 und die Safari war der Höhepunkt der Reise.

Cuninghame galt zu seiner Zeit als der beste Führer für Safaris im östlichen und südlichen Afrika. Neben seinen Fähigkeiten als Großwildjäger wurde auch hervorgehoben, dass er unübertroffene Kenntnisse im Präparieren von Jagdtrophäen während einer Expedition hatte. Das war erforderlich, da es noch keine Kühlmöglichkeiten und nur wenige Verfahren zur Konservierung gab. Cuninghame profitierte dabei auch von seiner langjährigen Erfahrung im Sammeln und Konservieren von Tieren für zoologische Sammlungen wie die des British Museum (Natural History).
Cuninghame war eines der Gründungsmitglieder und Vizepräsident der East Africa and Uganda Natural History Society. Ehrenmitglieder dieser wissenschaftlichen Gesellschaft waren einige Teilnehmer der Smithsonian-Roosevelt African Expedition, Theodore und Kermit Roosevelt, Edgar Alexander Mearns, Edmund Heller, J. Alden Loring und der Fotograf und Kameramann Cherry Kearton.

## Militärdienst
Bei Beginn des Ersten Weltkriegs befand Cuninghame sich auf der zweiten Safari mit Robert Lyons Scott. Zunächst wurde fälschlich berichtet, die beiden seien gefangen genommen worden. Cuninghame kehrte nach England zurück, um sich zu verpflichten. Aufgrund seines Alters und seiner Malaria-Erkrankung wurde er abgewiesen und ging nach Frankreich, wo er in das American Volunteer Motor Ambulance Corps eintrat. Diese zunächst zivile Organisation war mit dem British Red Cross und der St. John Ambulance des Johanniterordens verbunden. Das Corps hatte die Aufgabe, verwundete Soldaten der Westmächte von den französischen Schlachtfeldern in die Lazarette zu transportieren. Zu Beginn der Tätigkeit im Herbst 1914 hatte das Ambulance Corps nur zwei Fahrzeuge und vier Fahrer.
Nach einiger Zeit wurde Cuninghame doch von der British Army rekrutiert und im Rahmen des britischen Ostafrika-Feldzugs gegen Deutsch-Ostafrika als Scout eingesetzt. Seine Kenntnis des Swahili war von großem Wert. 1916 musste Cuninghame nach einer Mission nach Sansibar und Mafia für einige Zeit in ein Sanatorium. Nach seiner Entlassung kam er als Verbindungs- und Nachrichtenoffizier in den Stab des Kommandeurs der britischen Streitkräfte in Ostafrika. Während dieser Zeit wurde er zum Major befördert und mit dem Military Cross ausgezeichnet, nach dem Krieg folgten die British War Medal und die Victory Medal als weitere Kriegsauszeichnungen. 1917 wurde Cuninghame wegen seiner Malaria ausgemustert und verließ Afrika für immer.

## Letzte Jahre
Nach der Entlassung aus der British Army zog Cuninghame auf den Familiensitz Hensol House bei Castle Douglas in der Verwaltungsgrafschaft Kirkcudbrightshire. Das Anwesen hatte er 1916 von seinem Onkel Richard Dunning Barré Cuninghame geerbt. Er heiratete Helen McDouall, die Schwester seines Freundes und Expeditionsbegleiters Douglas McDouall. In den folgenden Jahren litt Cuninghame an seiner Malaria und an einem Hirntumor. Er starb im Mai 1925 in Stranraer, Kirkcudbrightshire und wurde auf dem Kirchhof der Old Parish Church of Kirkmaiden beigesetzt.

## Nachlass

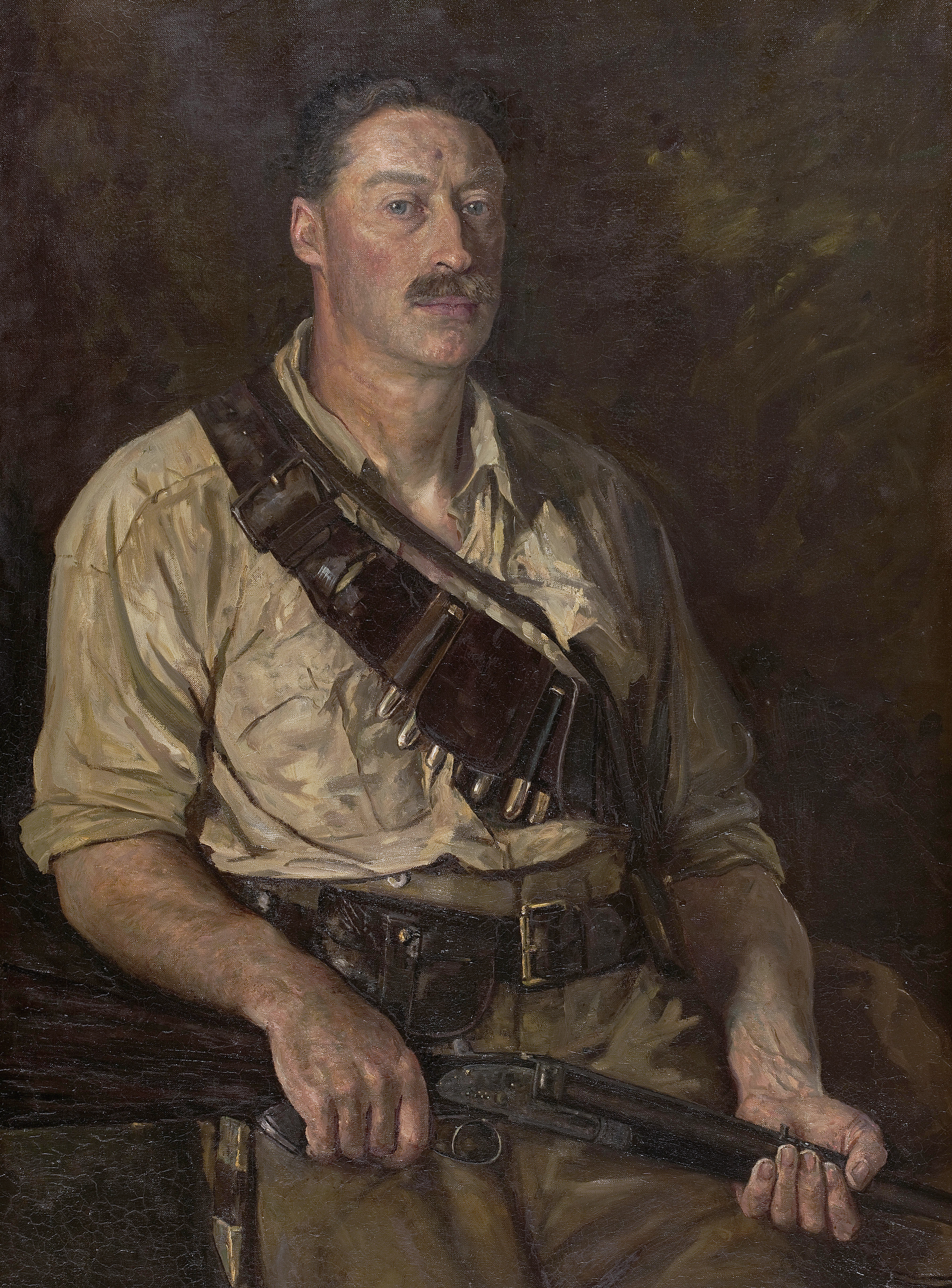
Aus dem Nachlass: Richard John Cuninghame, Gemälde von Henry Justice Ford, 1920

Der Nachlass Richard John Cuninghames blieb im Hensol House, zunächst im Besitz seiner Witwe Helen. Diese heiratete 1933 Charles Kennedy und lebte zuletzt erneut verwitwet und kinderlos im Hensol House. Helen Kennedy starb am 17. Februar 1959 und vermachte das Anwesen mit dem Nachlass Cuninghames an ihre Patentochter Catherine Henderson, die Ehefrau des britischen Admirals Nigel Henderson. Das Ehepaar Henderson lebte ab 1971 im Hensol House. Nach dem Tod Catherine Hendersons im Jahr 2010, ihr Ehemann war bereits 1993 verstorben, wurde Hensol House verkauft. Das Inventar, einschließlich des Nachlasses von Cuninghame, wurde in 583 Lose aufgeteilt und am 24. Oktober 2012 bei dem Auktionshaus Bonhams in Edinburgh versteigert. Der Nachlass Cuninghames umfasste unter anderem seine Bibliothek mit Büchern über Naturgeschichte und über die Großwildjagd, zahlreiche handgeschriebene Reisejournale, Korrespondenzen, Notizen, Fotos und Ausrüstungsgegenstände wie Safarimesser und ein Latrinenzelt für wohlhabende Kunden.

## Auszeichnungen
- Military Cross
- British War Medal
- Victory Medal[22]

Am 17. Dezember 1889 wurde Cuninghame für die Rettung einer in das Eis eingebrochenen Schlittschuhfahrerin mit der Medaille und dem Zertifikat der Royal Humane Society ausgezeichnet.
Die Royal Meteorological Society wählte ihn am 15. Januar 1896 zum Fellow.
In Anerkennung seiner Tätigkeit als Sammler für die zoologische Wissenschaft wurden mehrere neu beschriebene Tierarten nach Cuninghame benannt. Dabei handelte es sich um Synonyme für bereits zuvor beschriebene Arten:
- Crocidura cuninghamei Thomas, 1904, ein Synonym von Crocidura fuscomurina (Heuglin, 1865);[24]
- Dentex cuninghamii Regan, 1905, ein Synonym von Pagellus bellottii Steindachner, 1882;[25]
- Equus quagga cuninghamei Heller, 1914, ein Synonym von Equus quagga boehmi (Matschie, 1892), einer Unterart des Steppenzebras;[26]
- Mus cuninghamei Wroughton, 1908, ein Synonym von Mastomys natalensis (Smith, 1834);[27]
- Mylomys cuninghamei Thomas, 1906, ein Synonym von Mylomys dybowskii (Pousargues, 1893).[28]

## Veröffentlichungen
- R. J. Cuninghame: Concerning the preservation of sea fish by a formalin and soda solution, commonly referred to as 'Jores' solution. In: Journal of The East Africa and Uganda Natural History Society. Band 3, Nr. 5, November 1912, S. 39–43 (Digitalisat).
- R. J. Cuninghame: Notes on Collecting Sea Fish at Mombasa. In: Journal of The East Africa and Uganda Natural History Society. Band 3, Nr. 5, Juli 1912, S. 4–13 (Digitalisat).
- R. J. Cuninghame: On the Presentation of a Live Lung-Fish to the Zoological Gardens, London. In: Journal of The East Africa and Uganda Natural History Society. Band 4, Nr. 7, Dezember 1913, S. 82–84 (Digitalisat).
- R. J. Cuninghame: The Scientific Classification of Some of the Sea Fishes at Mombasa. In: Journal of The East Africa and Uganda Natural History Society. Band 4, Nr. 7, Dezember 1913, S. 47–52 (Digitalisat).
- R. J. Cuninghame: The Water-Elephant. In: Journal of The East Africa and Uganda Natural History Society. Band 2, Nr. 4, Juli 1912, S. 97–99 (Digitalisat).
- R. J. Cuninghame: The Story of the Elephant. In: Denis D. Lyell (Hrsg.): African Adventure. Letters from Famous Big-Game Hunters. John Murray, London 1935, S. 226–246 (gekürzter Abdruck eines Vortrags in New Galloway, 4. März 1921).
- R. J. Cuninghame: Notes for a Lecture in New Galloway. In: Denis D. Lyell (Hrsg.): African Adventure. Letters from Famous Big-Game Hunters. John Murray, London 1935, S. 247–263 (möglicherweise Entwurf des Vortrags The Story of the Elephant in New Galloway, 4. März 1921).